# 존 마이클 히긴스
존 마이클 히긴스(John Michael Higgins, 1958년 2월 12일 ~ )는 미국의 배우이다.

## 출연 작품
- 블레이드 3
- 왝 더 독
- 브레이크 업: 이별후애 - 리처드 마이어스 역
- 위시업